# Александровский, Василий Павлович
Василий Павлович Александровский (1818—1878) — тайный советник, в 1862-67 гг. пензенский губернатор. Отец С. В. Александровского.

## Биография
Из дворян Пензенской губернии. Военную службу начал на Кавказе, когда наместником там был князь М. С. Воронцов. С 1 января 1856 года до 9 февраля 1862 года служил вице-губернатором в Саратове.
Возглавлял Пензенскую губернию с декабря 1862 по июль 1867 года. Провёл реформу местных органов управления, учредил контрольную палату и создал губернское управление государственным имуществом. Заседания палаты уголовного гражданского суда при нем получили публичный характер. В 1864 году Василий Павлович стал председателем временного губернского комитета «для приведения в действие положения о земских учреждениях». С 1865 года начались регулярные заседания губернского земского собрания и Пензенской уездной земской управы. Во время губернаторства В. П. Александровского были открыты новые училища, немецкая церковная школа, учреждена Александровская богадельня для призрения престарелых мещан и цеховых. В 1864 году было создано Пензенское отделение Государственного банка. С именем Александровского связано и устройство первых в Пензе мостовых, а также реконструкция базара.
В дальнейшем В. П. Александровский занимал должность члена совета Министерства внутренних дел Российской империи.
Был членом Попечительского совета учреждений общественного призрения в Санкт-Петербурге, попечителем Обуховской больницы (1871—1877). Умер 14 (26) февраля 1878 года. Похоронен в Фёдоровской церкви Александро-Невской лавры.

## Награды
Российские
- Орден Святой Анны 2-й степени с императорской короной.
- Орден Святого Станислава 1-й степени (1864).
- Орден Святой Анны 1-й степени (1866).
- Орден Святого Владимира 3-й степени.
- Орден Святого Владимира 2-й степени (1870).
- Орден Белого орла (1873).
- Орден Святого Александра Невского (1876).

Иностранные
- Персидский Орден Льва и Солнца 2-й степени с алмазами (1846).